# Rostki Bajtkowskie
Rostki Bajtkowskie (deutsch Rostken (Ksp. Baitkowen), 1938 bis 1945 Waiblingen (Ostpr.)) ist ein Dorf in der polnischen Woiwodschaft Ermland-Masuren und gehört zur Gmina Ełk (Landgemeinde Lyck) im Powiat Ełcki (Kreis Lyck).

## Geographische Lage
Rostki Bajtkowskie liegt im südlichen Osten der Woiwodschaft Ermland-Masuren, neun Kilometer südwestlich der Kreisstadt Ełk (Lyck).

## Geschichte
Das bis nach 1871 Rostken (Ksp. Lyck), bis 1938 Rostken (Ksp. Baitkowen) genannte Dorf  wurde im Jahre 1483 gegründet. Zwischen 1874 und 1945 war es in den Amtsbezirk Baitkowen (polnisch Bajtkowo) eingegliedert, der – 1938 in „Amtsbezirk Baitenberg“ umbenannt – zum Kreis Lyck im Regierungsbezirk Gumbinnen (ab 1905: Regierungsbezirk Allenstein) in der preußischen Provinz Ostpreußen gehörte. 
Das Dorf bestand aus mehreren kleinen Gehöften und zählte im Jahre 1910 insgesamt 79 Einwohner, im Jahre 1933 waren es bereits 106. Aufgrund der Bestimmungen des Versailler Vertrags stimmte die Bevölkerung im Abstimmungsgebiet Allenstein, zu dem Rostken gehörte, am 11. Juli 1920 über die weitere staatliche Zugehörigkeit zu Ostpreußen (und damit zu Deutschland) oder den Anschluss an Polen ab. In Rostken stimmten 60 Einwohner für den Verbleib bei Ostpreußen, auf Polen entfielen keine Stimmen.
Am 3. Juni (amtlich beglaubigt am 16. Juli) des Jahres 1938 wurde Rostken aus politisch-ideologisches Gründen der Abwehr fremdländisch klingender Ortsnamen in „Waiblingen (Ostpr.)“ offiziell umbenannt. Die Einwohnerzahl belief sich im Jahre 1939 auf 97.
In Kriegsfolge kam das Dorf 1945 mit dem gesamten südlichen Ostpreußen zu Polen und erhielt die polnische Namensform „Rostki Bajtkowskie“. Es ist heute Sitz eines eigenen Schulzenamtes (polnisch Sołectwo) und als solches eine Ortschaft im Verbund der Gmina Ełk (Landgemeinde Lyck) im Powiat Ełcki (Kreis Lyck), bis 1998 der Woiwodschaft Suwałki, seither der Woiwodschaft Ermland-Masuren zugehörig.

## Kirche
Bis 1945 war Rostken resp. Waiblingen in die evangelische Kirche Baitkowen (1938 bis 1945 Baitenberg, polnisch Bajtkowo) in der Kirchenprovinz Ostpreußen der Kirche der Altpreußischen Union sowie in die römisch-katholische Kirche St. Adalbert in Lyck im Bistum Ermland eingepfarrt.
Heute gehört Rostki Bajtkowskie zu katholischen Pfarrei Bajtkowo im Bistum Ełk der Römisch-katholischen Kirche in Polen. Die evangelischen Kirchenglieder halten sich zur Kirchengemeinde in der Stadt Ełk, einer Filialgemeinde der Pfarrei Pisz (deutsch Johannisburg) in der Diözese Masuren der Evangelisch-Augsburgischen Kirche in Polen.

## Verkehr
Rostki Bajtkowskie liegt verkehrstechnisch günstig an der Woiwodschaftsstraße 667, die die Regionen Ełk (Lyck) und Pisz (Johannisburg) sowie die Landesstraßen DK 65 und DK 58 miteinander verbindet. Außerdem endet ein vom Nachbarort Tracze (Tratzen, 1938 bis 1945 Trabenau) über Karbowskie (Karbowsken, 1938 bis 1945 Siegersfeld) kommender Landweg in Rostki Bajtkowskie.
Die nächste Bahnstation ist Bajtkowo an der Bahnstrecke Olsztyn–Ełk (deutsch Allenstein–Lyck).